# NGC 2543
NGC 2543 = IC 2232 ist eine Balken-Spiralgalaxie vom Hubble-Typ SBb im Sternbild Luchs am Nordsternhimmel. Sie ist schätzungsweise 109 Millionen Lichtjahre von der Milchstraße entfernt und hat einen Durchmesser von etwa 75.000 Lichtjahren.

Im selben Himmelsareal befindet sich die Galaxie IC 2234.
Das Objekt wurde am 3. Februar 1788 von Wilhelm Herschel entdeckt.